# Neumann U 47

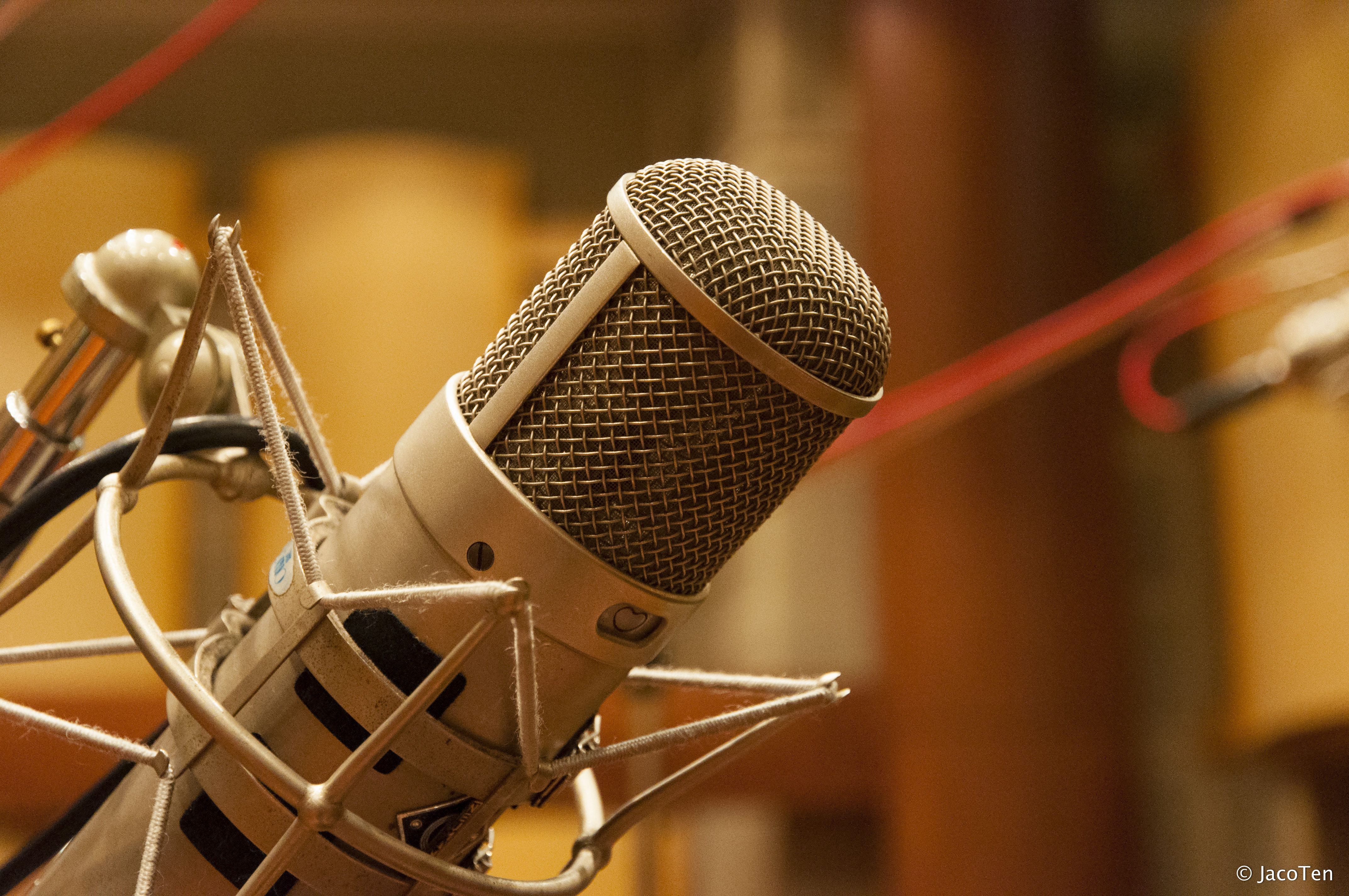
Röhren-Kondensatormikrofon Neumann U 47

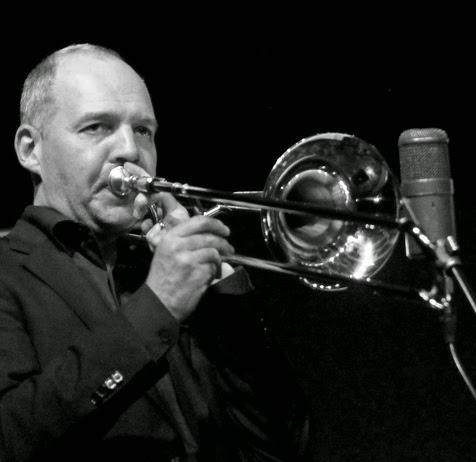
Günter Bollmann mit U 47

Das Neumann U 47 ist ein Großmembran-Kondensatormikrofon der Georg Neumann GmbH. Es ist eines der bekanntesten Studiomikrofone und war das erste nach dem Zweiten Weltkrieg von Neumann produzierte Mikrofon.

## Entwicklung und Technik
Für das U 47 nutzte Georg Neumann die M 7-Kapsel, deren Entwicklung auf das Jahr 1932 zurückgeht. Die Elektronik des U 47 basierte auf der Telefunken Elektronenröhre VF14 M mit Stahlkolben. Die Entscheidung zur Entwicklung des U 47 fiel auch, weil Telefunken 1947 die Röhre VF14 auf den Markt brachte. Die Röhre war zunächst zur Verwendung für Kurzwellenempfänger und Antennenverstärker vorgesehen, da sie eine rauscharme, steile Universalpentode für Allstrombetrieb mit gesondert herausgeführtem Bremsgitter darstellte. Die zusätzliche Stempelung „M“ wies darauf hin, dass es sich um besonders nach Kling-  und Rauschverhalten ausgewählte Exemplare handelte.
Erstmals konnte am U 47 auch die Richtcharakteristik zwischen Niere (Cardioid) und Kugel (Omnidirectional) gewählt werden. Technisch wurden hierzu die vordere und hintere Membran elektrisch auf gleiches Potenzial geschaltet bzw. voneinander getrennt. Der BV-08-Ausgangsübertrager mit statischem Schirm, die M 7-Kapsel (später abgelöst durch K 47) und das speziell zum Mikrofon gehörige Netzteil waren weitere Charakteristika des U 47.
In den 1950er-Jahren wurden Kondensatoren mit kleineren Bauformen entwickelt. So war es möglich, dass das U 47 ab 1956 um ca. drei Zentimeter kürzer wurde (englisch short body). Laut Andreas Grosser, einem deutschen Fachmann für Kondensatormikrofone, gab es acht verschiedene Varianten des U 47, die sich minimal durch Bauteiländerungen und die einmalige Verkürzung des Gehäuserohrs ergaben. 1957 wurde von Neumann das U 48 vorgestellt, das sich durch die wählbaren Charakteristiken Kardioide und Acht vom U 47 unterschied. Der Kapselkopf des U 47 kann zwar auf einem U 48-Verstärker betrieben werden, der U 48-Kopf jedoch nicht auf einem U 47-Verstärker.
Das Neumann U 47 gibt es auch als Telefunken-, seltener auch Siemens-gelabeltes Mikrofon.
Die Firma Neumann wurde durch die Teilung Deutschlands in den Ostzweig Neumann Gefell und den Westzweig Georg Neumann GmbH West-Berlin aufgeteilt. Neumann Gefell produzierte mit dem UM-57 mit M 7-Kapsel ein Mikrofon, das in der Ausstattung mit dem U 47 vergleichbar war, jedoch über eine fernsteuerbare Richtcharakteristik verfügte.
Zahlreiche Firmen versuchten mehr oder minder erfolgreich, in Klang und Optik das U 47 nachzuahmen. Allerdings wird die ursprüngliche Röhre VF 14 seit den 1960er-Jahren nicht mehr hergestellt und auch andere Teile sind inzwischen technisch überholt und wurden von Neuentwicklungen abgelöst. Die Berliner Firma Vox-O-Rama stellt ihr Mikrofon „Typ 47“ mit einer M 7-Kapsel, dem BV-08-Übertrager und einer FET-basierten Nachbildung der VF 14-Röhre her. Die slowakische Firma FLEA baut ein Großmembran-Röhrenmikrofon, das FLEA 47. Besonders engagiert sind US-Firmen im Kopieren von historischen deutschen Mikrofonen, da es in den USA keine nennenswerte Entwicklung von Kondensatormikrofonen gab. Die US-Firma Wunder Audio baut mit dem CM7 eine Reproduktion des U-47 mit M7 Kapsel, Übertrager und den beiden Richtcharakteristiken. Der Markenname „Telefunken Elektroakustik“ wurde von der gleichlautenden US-Firma Telefunken-Elektroakustik in Connecticut erworben, die verschiedene Mikrofonklassiker – so auch das U 47 – möglichst originalgetreu nachbaut. Anstelle der originalen Röhre VF14 wird hier ein Ersatzprodukt mit ähnlichen elektrischen Eigenschaften verwendet.

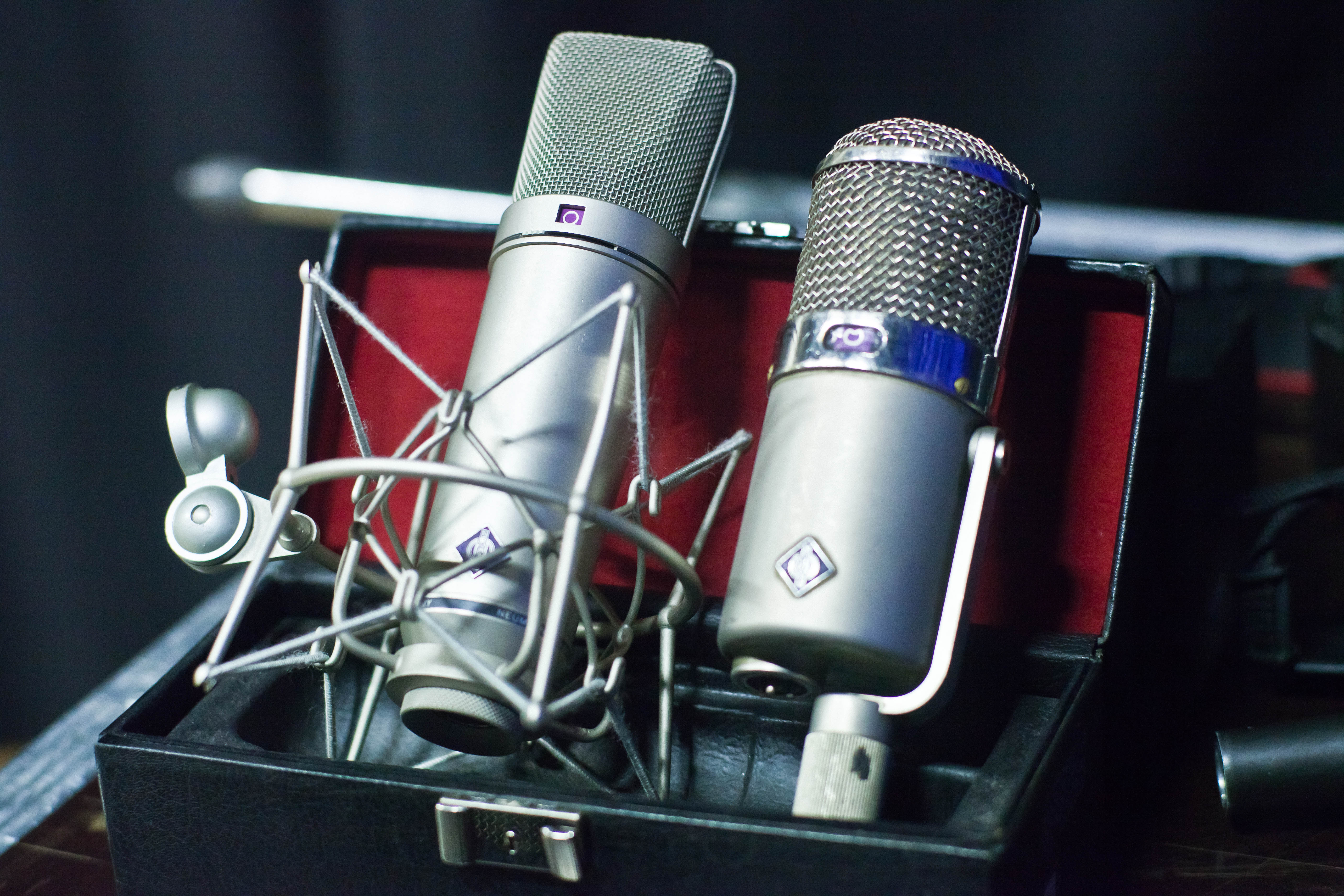
Der Neumann-Klassiker der 80er-Jahre – das U 87 und das moderne U 47-FET

Heute produziert die von Sennheiser übernommenen Georg Neumann GmbH wieder ein U 47 in FET-Technologie als Neuauflage des bereits 1970 eingeführten U 47 fet i, welches im Studiobereich ebenfalls geschätzt wird und bereits Liebhaberpreise erzielt.

## Nutzung
Das U 47 wurde Anfang der 1950er-Jahre bei vielen Künstlern beliebt. Trotz des recht hohen Preises um die 400 Dollar setzten es viele Toningenieure ein, da sie damit Aufnahmen mit sehr hoher Detailtreue machen konnten. Der Toningenieur John Quimby nennt den Sound des U 47 „aggressiv“ und deshalb eine sehr gute Wahl neben Sprache und Gesang für Schlagzeug, Blasinstrumente und die Abnahme von Gitarren-Amps.
Neumann wirbt noch heute damit, dass bekannte Künstler wie die Beatles in den Abbey Road Studios U 47 und U 48 für ihre Aufnahmen nutzten. Frank Sinatra besaß ein eigenes U 47. Das U 47 war besonders in US-Studios sehr beliebt. Ella Fitzgerald, Louis Armstrong, Bing Crosby und Tony Bennett nutzen ebenfalls das U 47. Nach Einschätzungen des Mikrofonherstellers John Peluso ist es schwer, ein in den 1950er- oder 1960er-Jahren aufgenommenes Album zu finden, bei dessen Aufnahme nicht ein U 47 eingesetzt wurde. George Martin schrieb, dass das U 47 sein Lieblingsmikrofon gewesen sei.

## Trivia
Frank Zappa erwähnt dieses Mikrofon unter dem Namen Telefunken U-47, an verschiedenen Stellen im Album Joe’s Garage. Der Satz „It looks just like a Telefunken U-47“, spielt auf die phallische Form des Mikrofons an.